# Ryōma Watanabe
Ryōma Watanabe (japanisch 渡邊 凌磨 Watanabe Ryōma; * 2. Oktober 1996 in Higashimatsuyama) ist ein japanischer Fußballspieler.

## Karriere
Watanabe erlernte das Fußballspielen in der Schulmannschaft der Maebashi Ikuei High School und der Universitätsmannschaft der Waseda-Universität. Seinen ersten Vertrag unterschrieb er 2015 in Deutschland beim FC Ingolstadt 04 II. Der Verein aus Ingolstadt spielte in der vierten Liga, der Regionalliga Bayern. Nach 72 Regionalligaspielen kehrte er 2018 in sein Heimatland zurück. Hier schloss er sich im Juli 2018 Albirex Niigata aus Niigata an. Der Verein spielte in der zweithöchsten Liga des Landes, der J2 League. Für den Verein absolvierte er 28 Zweitligaspiele. 2020 wechselte er zum Ligakonkurrenten Montedio Yamagata nach Yamagata. Nach einem Jahr und 39 Spielen unterschrieb er Anfang 2021 in Tokio einen Vertrag beim Erstligisten FC Tokyo. Hier stand er drei Spielzeiten unter Vertrag. Nach 76 Erstligaspielen wechselte er im Januar 2024 zum ebenfalls in der ersten Liga spielenden Urawa Red Diamonds.